# Schloss Reuschenberg (Leverkusen)
Das Schloss Reuschenberg war eine kleine Schlossanlage im Leverkusener Stadtteil Bürrig. Auf dem Gelände befindet sich heute der Wildpark Reuschenberg.

## Geschichte

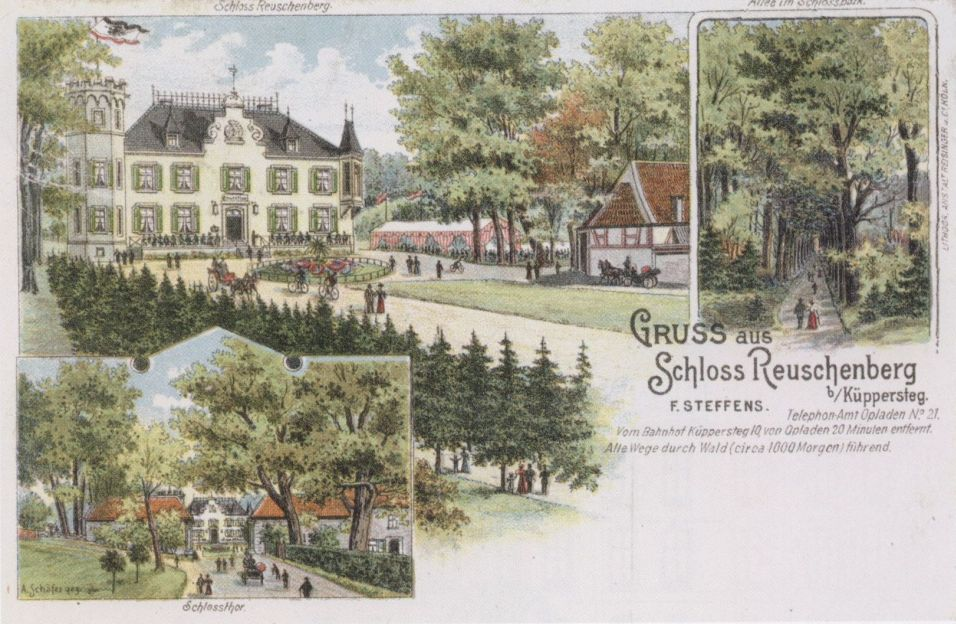
Schloss Reuschenberg um 1900

Das Schloss ging auf eine mittelalterliche Burg zurück, deren genaue Bauzeit ungewiss ist. Erstmals urkundlich erwähnt wurde diese im Jahr 1300. 1399 wurde sie von Kölner Bürgern überfallen. Die auf einem 22 Meter hohen Hügel liegende Anlage wurde 1676 als Schloss neu errichtet, brannte jedoch 1885 teilweise ab. Ein Jahr später erstrahlte sie wieder im alten Glanz.
Die Anlage wechselte mindestens siebenmal den Besitzer. Ab 1300 waren dies die Ritter von Reuschenberg. Ihnen folgten 1477 die Freiherren von Eller, die 1500 von der Familie von Quadt abgelöst wurden. Ab 1635 war der Kölner Bürgermeister Michael von Cronenberg (Michael Cronenburg) der Besitzer der Anlage. Ebenfalls als Besitzer nachgewiesen sind die Freiherren von Diepenthal und Stammheim (ab 1660), von Wyhe (ab 1730) und von Mylius (ab 1767). Henriette von Wyhe heiratete am 15. Mai 1802 den für die österreichische Armee kämpfenden Kölner Caspar Josef Carl von Mylius, der bis zu seinem Tod im Jahr 1831 auf Schloss Reuschenberg lebte. In seinem Nachlass fand sich die 1781 niedergeschriebene älteste bekannte Fassung des Liedes vom treuen Husar, das sich von Schloss Reuschenberg aus in der Kölner Gegend einbürgerte. Dann kam das Schloss in den Besitz des Barons Franz Egon von Fürstenberg-Stammheim, ehe 1961 die Stadt Leverkusen Eigentümerin wurde. Sie ließ das derweil verfallene Bauwerk 1968 abreißen, weil sie die Kosten für eine Renovierung in Höhe von veranschlagten 320.000 DM nicht aufbringen wollte.